# IJslands voetbalelftal onder 21 (mannen)
Het IJslands voetbalelftal voor mannen onder 21 is een voetbalelftal voor spelers onder de 21 jaar dat IJsland vertegenwoordigt op internationale toernooien. Het elftal speelt onder andere wedstrijden voor het Europees kampioenschap voetbal onder 21.

## Prestaties op het Europees kampioenschap
| Europees kampioenschap voetbal onder 21 | Europees kampioenschap voetbal onder 21 | Europees kampioenschap voetbal onder 21 | Europees kampioenschap voetbal onder 21 | Europees kampioenschap voetbal onder 21 | Europees kampioenschap voetbal onder 21 | Europees kampioenschap voetbal onder 21 | Europees kampioenschap voetbal onder 21 | Europees kampioenschap voetbal onder 21 | Europees kampioenschap voetbal onder 21 |
| Jaar                                    | Ronde                                   | Wed.                                    | W                                       | G                                       | V                                       | DV                                      | DT                                      | DT                                      | KW                                      |
| --------------------------------------- | --------------------------------------- | --------------------------------------- | --------------------------------------- | --------------------------------------- | --------------------------------------- | --------------------------------------- | --------------------------------------- | --------------------------------------- | --------------------------------------- |
| 1978 t/m 2009                           | Niet gekwalificeerd                     | Niet gekwalificeerd                     | Niet gekwalificeerd                     | Niet gekwalificeerd                     | Niet gekwalificeerd                     | Niet gekwalificeerd                     | Niet gekwalificeerd                     |                                         |                                         |
| 2011                                    | Groepsfase                              | 3                                       | 1                                       | 0                                       | 2                                       | 3                                       | 5                                       | -2                                      | Kwalificatie                            |
| 2013 t/m 2019                           | Niet gekwalificeerd                     | Niet gekwalificeerd                     | Niet gekwalificeerd                     | Niet gekwalificeerd                     | Niet gekwalificeerd                     | Niet gekwalificeerd                     | Niet gekwalificeerd                     | Niet gekwalificeerd                     |                                         |
| 2021                                    | Groepsfase                              | 3                                       | 0                                       | 0                                       | 3                                       | 1                                       | 8                                       | -7                                      | Kwalificatie                            |
| 2023 t/m 2025                           | Niet gekwalificeerd                     | Niet gekwalificeerd                     | Niet gekwalificeerd                     | Niet gekwalificeerd                     | Niet gekwalificeerd                     | Niet gekwalificeerd                     | Niet gekwalificeerd                     | Niet gekwalificeerd                     |                                         |